# Mount Moses
Mount Moses är ett berg i Antarktis. Det ligger i Västantarktis. Inget land gör anspråk på området. Toppen på Mount Moses är 750 meter över havet.
Terrängen runt Mount Moses är huvudsakligen lite kuperad. Mount Moses är den högsta punkten i trakten. Trakten är obefolkad. Det finns inga samhällen i närheten.